# 대시 미호크
대시 마이혹(Dash Mihok, 영어 발음: /ˈmaɪhɒk/, 1974년 5월 24일 ~ )는 미국의 배우이다. 2015년부터 밴드 "디즈 앤드 더 팸"(Diz and The Fam)으로 음악 활동도 하고 있다.

## 출연 작품

### 영화
- 투모로우 (2004)
- 파이어하우스 독 (2007)

### 텔레비전
- 레이 도노반 (2013-20)
- 롱 브라이트 리버 (2025) - 에디 역